# Phyllodromica beybienkoi
Phyllodromica beybienkoi är en kackerlacksart som beskrevs av Maran 1957. Phyllodromica beybienkoi ingår i släktet Phyllodromica och familjen småkackerlackor. Inga underarter finns listade i Catalogue of Life.